# Friedrich August von Herzberg
Friedrich August von Herzberg (* 26. März 1779 in Halle; † 5. Juli 1838 in Braunschweig) war ein Generalleutnant und Stadtkommandant der Garnisonsstadt Braunschweig.

## Militärische Laufbahn
Am 30. Juni 1790 trat von Herzberg als Fähnrich in das Infanterie-Regiment von Raumer Nr. 36 ein. Er diente seit 1794 im Königlich Preußischen Infanterie-Regiment von Puttkammer, wo er zum Junker aufstieg. Am 27. Februar 1795 wurde er zum Sekonde-Leutnant befördert und am 5. Februar 1805 als Premier-Leutnant im 3. Musketier-Bataillon eingesetzt. Im Oktober 1806 geriet er bei Brandenburg in Kriegsgefangenschaft. Am 24. April 1809 erhielt von Herzberg die Erlaubnis zu einem fremden Dienst zu wechseln und nahm als Kapitän seinen Abschied von der preußischen Armee, um in dieser Position in das Braunschweigische Freikorps (Schwarze Schar) zu wechseln. Dieses war von Friedrich Wilhelm von Braunschweig-Oels (aus als „Schwarzer Herzog“ bekannt) neu ausgehoben worden. Zunächst befehligte von Herzberg seit dem 22. Juli 1809 das 3. (freie) Jäger-Bataillon, wurde zwei Tage später zum Major befördert und wurde am 10. August Kommandant des 2. Bataillons. Er kämpfte in den Jahren 1810 bis 1814 unter Lieutenant General Lord Arthur Wellington als Major des Englisch-Braunschweigischen Regiments auf der Iberischen Halbinsel.
Im Frühjahr 1812 wurde von Herzberg Kommandant des Infanterie-Regiments und am 28. Mai zum Oberstlieutenant ernannt. Am 2. August 1813 wurde er bei Echalar (Navarra) verwundet und am 19. Dezember 1814 zum Oberst à la suite ernannt. Zugleich wurde das Regiment aufgelöst. Vom 1. Januar 1815 an war er Direktor des Kriegskollegiums, ehe er am 16. April des Jahres dem Stab Lord Wellingtons zugeteilt wurde. Diesem diente von Herzberg in der Schlacht bei Waterloo unter anderem als Attaché und führte als Kommandeur das Truppenkorps bis nach Paris.
Vom 19. Juni bis 5. August 1815 hatte Herzberg kurzzeitig das Kommando über das gesamte Braunschweigische Korps von Johann Elias Olfermann übernommen, wurde im selben Jahr zum Generalmajor befördert, und war seit 1816 Vizepräsident der Militär-Administrations-Kommission. 1822 wurde er stellvertretender Kommandant in Braunschweig und am 1. Dezember 1823 Kommandant des Truppenkorps. Von Herzberg wurde am 2. November 1828 zum Generalleutnant (ab dem 30. Oktober 1829 mit der Bezeichnung Excellenz) ernannt und wurde am 21. Oktober 1830 Stadtkommandant von Braunschweig. Bekanntheit erlangte er, da er sich beim Aufstand der Braunschweigischen Bevölkerung und dem Sturm auf das Schloss weigerte, auf die Angreifer schießen zu lassen. Am 18. Dezember 1835 wurde von Herzberg in den Ruhestand versetzt und starb am 5. Juli 1838.
Auszeichnungen

Für seine Tapferkeit in den Feldzügen in Spanien wurde er vom britischen Militär mit dem Verdienstkreuz mit drei Schleifen ausgezeichnet. Insbesondere für seine besonderen Leistungen in den Schlachten von Salamanca, Vitoria, in den Pyrenäen, an der Nivelle und bei Orthez. Für die Schlacht bei Salamanca erhielt er zusätzlich die „goldene Verdienstmedaille“ und wurde am 2. Januar 1815 als Knight Grand Cross des britischen Order of the Bath ausgezeichnet.